# Kennedy Noble
Helen Kennedy Noble –también conocida como Helen Noble– (Raleigh, 16 de marzo de 2004) es una deportista estadounidense que compite en natación, especialista en el estilo espalda. En los Juegos Panamericanos de 2023 obtuvo cuatro medallas, oro en 4 × 100 m estilos mixto y 200 m espalda, plata en 100 m espalda y bronce en 200 m estilos.

## Palmarés internacional
| Juegos Panamericanos | Juegos Panamericanos | Juegos Panamericanos | Juegos Panamericanos    |
| Año                  | Lugar                | Medalla              | Prueba                  |
| -------------------- | -------------------- | -------------------- | ----------------------- |
| 2023                 | Santiago (Chile)     | Medalla de oro       | 200 m espalda           |
| 2023                 | Santiago (Chile)     | Medalla de oro       | 4 × 100 m estilos mixto |
| 2023                 | Santiago (Chile)     | Medalla de plata     | 100 m espalda           |
| 2023                 | Santiago (Chile)     | Medalla de bronce    | 200 m estilos           |